# Anna af Brandenburg
Anna af Brandenburg (27. august 1487 – 3. maj 1514) var den senere konge Frederik 1. s første hustru, mens han endnu kun var hertug i Slesvig og Holsten. Hun var datter af Johan Cicero af Brandenburg og Margrete af Sachsen. Ved ægteskabet blev hun hertuginde af Slesvig-Holsten-Gottorp.
Anna ses undertiden omtalt som dronning af Danmark, men Frederik blev først konge ni år efter Annas død.

## Biografi

### Fødsel og familie
Anna blev født den 27. august 1487 i Berlin som den ældste datter af kurfyrste Johan Cicero af Brandenburg og Margrete af Sachsen.

### Ægteskab
I 1500 blev hun forlovet med kong Hans' lillebror Frederik. Annas kusine Dorothea af Brandenburg var Frederiks mor, og parret var derfor så nært beslægtet, at det var nødvendigt med en pavelig dispensation for at kunne indgå ægteskabet. På grund af brudens unge alder, blev ægteskabet først indgået to år senere. Den 10. april 1502 blev hun gift med Frederik i Stendal ved et dobbeltbryllup, hvor Annas bror Joachim (1484-1535) samtidig blev gift med Frederiks niece prinsesse Elisabeth af Danmark.

### Senere liv
Efter indgåelsen af ægteskabet hører man kun lidt til den unge hertuginde. Det vides dog, at hun tilbragte nogle somre ved Rodenæs på Tønder-egnen, hvor hun sammen med sin mand tilså arbejdet med digerne. Det fortælles også, at hun om lørdagen tit fastede eller lod fattige folk faste for sig mod betaling.

### Død
Hertuginde Anna døde allerede som 26-årig den 3. maj 1514 i Kiel som følge af tuberkulose. Hun blev begravet i augustinerkorherrernes klosterkirke i Bordesholm ved Husum.
Efter hendes død bestilte Frederik 1. et prægtigt gravmæle med bronzestatuer af Anna og ham selv, der stadig står i Bordesholm Klosterkirke, selv om Frederik 1. selv i 1533 blev begravet i Slesvig Domkirke sammen med sin anden hustru, Sophie af Pommern.
Det berømte Bordesholmalter, der blev udført 1514-1521, blev også bestilt af Frederik 1. til minde om Anna. I 1666 blev alteret flyttet til Slesvig Domkirke af hertug Christian Albrecht af Slesvig-Holsten-Gottorp, hvor det siden har befundet sig.

## Kulturkanon
Bordesholmalteret, der er udført af billedskæreren Hans Brüggemann, anses for træskærerkunst i verdensformat og er optaget på Kulturministeriets kanonliste for billedkunst.

## Børn
- Christian (1503-59), dansk konge 1533-59.[1]
- Dorothea (1504-47), gift i 1526 med hertug Albrecht af Preussen.[1]